# Uromyces
Genre
Uromyces est un genre de champignons basidiomycètes de la famille des Pucciniaceae.

## Synonymes
Selon MycoBank (9 novembre 2014) :
- Hypodermium subgen. Uromyces Link, 1816 ;
- Caeomurus Link ex Gray, 1821 ;
- Coeomurus Gray, 1821 ;
- Coemurus Link ex Gray, 1821 ;
- Pucciniola L. Marchand, 1829 ;
- Puccinella Fuckel, 1860 ;
- Schroeteriaster Magnus, 1896 ;
- Klebahnia Arthur, 1906 ;
- Telospora Arthur, 1906 ;
- Uromycopsis Arthur, 1906 ;
- Alveomyces Bubák, 1914 ;
- Dichlamys Syd. & P. Syd., 1919 ;
- Haplopyxis Syd. & P. Syd., 1919 ;
- Trochodium Syd. & P. Syd., 1919 ;
- Groveola Syd., A1921 ;
- Nielsenia Syd., 1921 ;
- Ontotelium Syd., 1921 ;
- Teleutospora Arthur & Bisby, 1921 ;
- Haplotelium Syd., 1922 ;
- Poliotelium Syd., 1922.

## Liste d'espèces
Selon Catalogue of Life (10 novembre 2014) :
- Uromyces abbreviatus
- Uromyces acantholimonis
- Uromyces acetosae
- Uromyces achrous
- Uromyces aconiti
- Uromyces aconiti-lycoctoni
- Uromyces acori
- Uromyces actinostemonis
- Uromyces acuminatus
- Uromyces acutatus
- Uromyces adelphicus
- Uromyces aecidiiformis
- Uromyces aeluropodinus
- Uromyces aeluropodis-repentis
- Uromyces aemulus
- Uromyces affinis
- Uromyces agnatus
- Uromyces agropyri
- Uromyces agrostidis
- Uromyces airae-flexuosae
- Uromyces albidus
- Uromyces albiziae
- Uromyces albucae
- Uromyces albus
- Uromyces algeriensis
- Uromyces alhagi
- Uromyces allii-monanthi
- Uromyces allii-sibirici
- Uromyces allii-victorialis
- Uromyces aloes
- Uromyces alopecuri
- Uromyces alpestris
- Uromyces alsinis
- Uromyces alstroemeriae
- Uromyces alysicarpi
- Uromyces alyxiae
- Uromyces ambiguus
- Uromyces americanus
- Uromyces amoenus
- Uromyces amphidymus
- Uromyces amphilophis-insculptae
- Uromyces amurensis
- Uromyces anabasis
- Uromyces anagyridis
- Uromyces andropogonis
- Uromyces andropogonis-annulati
- Uromyces anguriae
- Uromyces anomathecae
- Uromyces anotidis
- Uromyces anotidis-monospermatis
- Uromyces anthacanthi
- Uromyces anthemophilus
- Uromyces antholyzae
- Uromyces anthyllidis
- Uromyces antiguanus
- Uromyces antioquiensis
- Uromyces aphelandrae
- Uromyces apiosporus
- Uromyces apludae
- Uromyces appelianus
- Uromyces appendiculatus
- Uromyces araucanus
- Uromyces archerianus
- Uromyces arenariae
- Uromyces arenariae-grandiflorae
- Uromyces arenariae-leptocladi
- Uromyces argaeus
- Uromyces argutus
- Uromyces argyrolobii
- Uromyces ari-triphylli
- Uromyces aristidae
- Uromyces arizonicus
- Uromyces armeriae
- Uromyces armeriicola
- Uromyces asclepiadis
- Uromyces asperulae
- Uromyces aspiliae
- Uromyces aspiliella
- Uromyces aspiliicola
- Uromyces astragali-alopecuri
- Uromyces astragali-atropilosuli
- Uromyces astragali-lasiosemi
- Uromyces astragali-pseudoutrigeris
- Uromyces astragalicola
- Uromyces atlanticus
- Uromyces atriplicis
- Uromyces aureus
- Uromyces auriculae
- Uromyces azorellae
- Uromyces azukicola
- Uromyces babianae
- Uromyces baccarinii
- Uromyces badius
- Uromyces baeumlerianus
- Uromyces basellae
- Uromyces bauhiniae
- Uromyces bauhinicola
- Uromyces bauhiniicola
- Uromyces beckeropsidis
- Uromyces beckmanniae
- Uromyces behenis
- Uromyces belemensis
- Uromyces beloperones
- Uromyces bermudianus
- Uromyces bethelii
- Uromyces beticola
- Uromyces bicolor
- Uromyces bidenticola
- Uromyces bidentis
- Uromyces bisbyi
- Uromyces blainvilleae
- Uromyces blandus
- Uromyces boissierae
- Uromyces bolusii
- Uromyces bomareae
- Uromyces bonae-spei
- Uromyces bonariensis
- Uromyces bonaveriae
- Uromyces borealis
- Uromyces bornmuelleri
- Uromyces bosseri
- Uromyces bothriochloae-intermediae
- Uromyces bouvardiae
- Uromyces bradburyae
- Uromyces brandzae
- Uromyces brasilianus
- Uromyces brasiliensis
- Uromyces bravensis
- Uromyces bresadolae
- Uromyces briardii
- Uromyces brizae
- Uromyces brodiaeae
- Uromyces bromicola
- Uromyces brominus
- Uromyces buforrestiae
- Uromyces bugranae
- Uromyces bulbinicola
- Uromyces bulbinus
- Uromyces bunsteri
- Uromyces bupleuri
- Uromyces bylianus
- Uromyces cacciniae
- Uromyces cachrydis
- Uromyces cajaponiae
- Uromyces caladii
- Uromyces calamagrostidis
- Uromyces calopogonii
- Uromyces calotheus
- Uromyces calycotomes
- Uromyces calystegiae
- Uromyces camphorosmae
- Uromyces canavaliae
- Uromyces capensis
- Uromyces capitatus
- Uromyces caraganae
- Uromyces caraganicola
- Uromyces caricis-brunneae
- Uromyces caricis-dolichocarpae
- Uromyces caricis-rafflesianae
- Uromyces caricis-schmidtii
- Uromyces carneus
- Uromyces carpathicus
- Uromyces carthagenensis
- Uromyces cassiae-mimosoidis
- Uromyces castaneus
- Uromyces cearensis
- Uromyces cedrelae
- Uromyces celosiae
- Uromyces celtidis
- Uromyces cenisiae
- Uromyces ceratocarpi
- Uromyces cestricola
- Uromyces chaetobromi
- Uromyces chaetolimonis
- Uromyces charmelii
- Uromyces chenopodii
- Uromyces chesneyae
- Uromyces chevalieri
- Uromyces chilensis
- Uromyces chinae
- Uromyces chiovendae
- Uromyces chloridis
- Uromyces chlorogali
- Uromyces chorizanthis
- Uromyces christensenii
- Uromyces chubutensis
- Uromyces ciceris-arietini
- Uromyces ciceris-soongaricae
- Uromyces circinalis
- Uromyces circumscriptus
- Uromyces cisneroanus
- Uromyces cladrastidis
- Uromyces clarus
- Uromyces clavatus
- Uromyces claytoniae
- Uromyces clignyi
- Uromyces clignyioides
- Uromyces clitoriae
- Uromyces cluytiae
- Uromyces cnidoscoli
- Uromyces cobresiae
- Uromyces colchici
- Uromyces collinus
- Uromyces cologaniae
- Uromyces coloradensis
- Uromyces columbianus
- Uromyces coluteae
- Uromyces combreti
- Uromyces comedens
- Uromyces commelinae
- Uromyces compactus
- Uromyces comptus
- Uromyces congoensis
- Uromyces conicus
- Uromyces coordinatus
- Uromyces corallocarpi
- Uromyces cordiae
- Uromyces coronatus
- Uromyces coronillae
- Uromyces correntinus
- Uromyces corrugatus
- Uromyces costaricensis
- Uromyces costesianus
- Uromyces crassipes
- Uromyces crassivertex
- Uromyces crepidis-fraasii
- Uromyces cretensis
- Uromyces cristatulus
- Uromyces cristatus
- Uromyces cristulatus
- Uromyces croci
- Uromyces crotalariae-nitens
- Uromyces crucheti
- Uromyces cruckshanksiae
- Uromyces cucubali
- Uromyces cucullatus
- Uromyces cuenodii
- Uromyces cupaniae
- Uromyces cyanotidis
- Uromyces cyathulae
- Uromyces cyperi
- Uromyces cypericola
- Uromyces cyprius
- Uromyces cystopiformis
- Uromyces cytisi
- Uromyces dactylidis
- Uromyces dactyloctenii
- Uromyces dactylocteniicola
- Uromyces danthoniae
- Uromyces datyloctenii
- Uromyces decoratus
- Uromyces deeringiae
- Uromyces delagoensis
- Uromyces demetrionianus
- Uromyces dendroseridis
- Uromyces densus
- Uromyces desmodii
- Uromyces desmodii-leiocarpi
- Uromyces desmodiicola
- Uromyces devoluensis
- Uromyces dianthi
- Uromyces dianthi-caryophylli
- Uromyces dichromenae
- Uromyces dictyospermae
- Uromyces didymae
- Uromyces dieramatis
- Uromyces dietelianus
- Uromyces digitariae-adscendentis
- Uromyces dilucidus
- Uromyces diniensis
- Uromyces dinteri
- Uromyces dipcadi
- Uromyces discariae
- Uromyces dispersus
- Uromyces dobremezii
- Uromyces doebbeleri
- Uromyces dolichi
- Uromyces dolicholi
- Uromyces dolichosporus
- Uromyces doricus
- Uromyces dorystoechadis
- Uromyces drimiopsidis
- Uromyces dubiosus
- Uromyces ducellieri
- Uromyces dusenii
- Uromyces echinodes
- Uromyces ecklonii
- Uromyces eclipsis
- Uromyces edwardsiae
- Uromyces ehrhartae
- Uromyces ehrhartae-giganteae
- Uromyces elegans
- Uromyces eleocharidis
- Uromyces ellipticus
- Uromyces ellisianus
- Uromyces emmeorhizae
- Uromyces epicampis
- Uromyces eragrostidicola
- Uromyces eragrostidis
- Uromyces eriochloae
- Uromyces eriogoni
- Uromyces eriospermi
- Uromyces ermelensis
- Uromyces ervi
- Uromyces erythrinae
- Uromyces erythronii
- Uromyces eugeniae-mayorii
- Uromyces eugentianae
- Uromyces eulophiae
- Uromyces euphaeus
- Uromyces euphlebius
- Uromyces euphorbiae
- Uromyces euphorbiae-connatae
- Uromyces euphorbiae-javanicae
- Uromyces euphorbiae-lunulatae
- Uromyces euphorbiae-nicaeensis
- Uromyces euphorbiae-polytimeticae
- Uromyces euphorbiicola
- Uromyces eurotiae
- Uromyces euryopsidicola
- Uromyces evastigatus
- Uromyces fallens
- Uromyces fatouae
- Uromyces fedtschenkoi
- Uromyces ferganensis
- Uromyces ferrariae
- Uromyces ferulae
- Uromyces ferulaginis
- Uromyces festucae-nigricantis
- Uromyces ficariae
- Uromyces fiebrigii
- Uromyces fiorianus
- Uromyces fischeri-eduardi
- Uromyces fischerianus
- Uromyces flavicomae
- Uromyces flemmingiae
- Uromyces fleuryae
- Uromyces floralis
- Uromyces floscopae
- Uromyces fontii
- Uromyces formosus
- Uromyces foveolatus
- Uromyces fragilipes
- Uromyces fraserae
- Uromyces fremonti
- Uromyces fulgens
- Uromyces fuscatus
- Uromyces gaeumannii
- Uromyces gageae
- Uromyces galactiae
- Uromyces galegae
- Uromyces galegicola
- Uromyces galii
- Uromyces galii-californici
- Uromyces galphimiae
- Uromyces garanbiensis
- Uromyces gaubae
- Uromyces gausseni
- Uromyces geissorhizae
- Uromyces gemmatus
- Uromyces genistae
- Uromyces geranii
- Uromyces geraniicola
- Uromyces ghaznicus
- Uromyces giganteus
- Uromyces gigantiformis
- Uromyces gilgitae
- Uromyces gladioli
- Uromyces globosus
- Uromyces glyceriae
- Uromyces glycyrrhizae
- Uromyces gnaphalii
- Uromyces gouaniae
- Uromyces goyazensis
- Uromyces graminis
- Uromyces grandiotii
- Uromyces greenstockii
- Uromyces guatemalensis
- Uromyces guayacuru
- Uromyces gueldenstaedtiae
- Uromyces guerkeanus
- Uromyces guraniae
- Uromyces gypsophilae
- Uromyces habrochloae
- Uromyces hainanicus
- Uromyces halstedii
- Uromyces handelii
- Uromyces haraeanus
- Uromyces hardenbergiae
- Uromyces hariotianus
- Uromyces harmsianus
- Uromyces haussknechtii
- Uromyces hedysari-obscuri
- Uromyces hedysari-paniculati
- Uromyces heimerlianus
- Uromyces heimii
- Uromyces helichrysi
- Uromyces heliotropii
- Uromyces hellebori-thibetani
- Uromyces hemmendorfii
- Uromyces hermonis
- Uromyces herterianus
- Uromyces heterantherae
- Uromyces heterodermus
- Uromyces heterogeneus
- Uromyces heteromallus
- Uromyces heteromorphae
- Uromyces hewittiae
- Uromyces hidakaensis
- Uromyces himalaicus
- Uromyces hippocrepidis
- Uromyces hippomarathri
- Uromyces hippomarathricola
- Uromyces hobsonii
- Uromyces holci
- Uromyces holubii
- Uromyces holwayi
- Uromyces hordeastri
- Uromyces houstoniatus
- Uromyces howei
- Uromyces huallagensis
- Uromyces hyacinthi
- Uromyces hyalinus
- Uromyces hybridi
- Uromyces hyderabadensis
- Uromyces hydrocotylicola
- Uromyces hymenocarpi
- Uromyces hyparrheniae
- Uromyces hyparrheniicola
- Uromyces hyperici
- Uromyces hyperici-frondosi
- Uromyces hypericinus
- Uromyces hypoestis
- Uromyces hypsophilus
- Uromyces ictericus
- Uromyces ignobilis
- Uromyces illotus
- Uromyces imperfectus
- Uromyces inaequialtus
- Uromyces inayati
- Uromyces inayatii
- Uromyces indicus
- Uromyces indigoferae
- Uromyces inflatus
- Uromyces ingicola
- Uromyces ingiphilus
- Uromyces insignis
- Uromyces insularis
- Uromyces intricatus
- Uromyces invisus
- Uromyces ipatingae
- Uromyces iranensis
- Uromyces iresines
- Uromyces isachnes
- Uromyces itoanus
- Uromyces ixiae
- Uromyces jacksonii
- Uromyces jamaicensis
- Uromyces janiphae
- Uromyces japonicus
- Uromyces jatrophae
- Uromyces jatrophicola
- Uromyces joffrini
- Uromyces johowii
- Uromyces jonesii
- Uromyces jordianus
- Uromyces junci
- Uromyces junci-effusi
- Uromyces juncicola
- Uromyces kaernbachii
- Uromyces kaimontanus
- Uromyces kalmusii
- Uromyces karjaginii
- Uromyces kawakamii
- Uromyces kentaniensis
- Uromyces kenyensis
- Uromyces kigesianus
- Uromyces kisantuensis
- Uromyces klebahnii
- Uromyces kochiae
- Uromyces kochianus
- Uromyces koeleriae
- Uromyces komarowii
- Uromyces kondoi
- Uromyces krameriae
- Uromyces krantzbergensis
- Uromyces kunigamiensis
- Uromyces kurtzii
- Uromyces kwangensis
- Uromyces kwangsianus
- Uromyces lachenaliae
- Uromyces laevigatus
- Uromyces laevis
- Uromyces langtangensis
- Uromyces lapeyrousiae
- Uromyces lapponicus
- Uromyces largus
- Uromyces laserpitii-graminis
- Uromyces lasiocorydis
- Uromyces lathyrinus
- Uromyces latimammatus
- Uromyces lazistanicus
- Uromyces lentincola
- Uromyces leonotidis
- Uromyces leptochloae
- Uromyces lereddei
- Uromyces lespedezae
- Uromyces lespedezae-bicoloris
- Uromyces lespedezae-macrocarpae
- Uromyces lespedezae-procumbentis
- Uromyces lespedezae-sericeae
- Uromyces libycus
- Uromyces ligulariae
- Uromyces limonii
- Uromyces limonii-caroliniani
- Uromyces limosellae
- Uromyces lineolatus
- Uromyces loculatus
- Uromyces loculiformis
- Uromyces lomandracearum
- Uromyces longipedicellaris
- Uromyces longipes
- Uromyces loranthi
- Uromyces lotononidicola
- Uromyces lugubris
- Uromyces lupini
- Uromyces lupinicola
- Uromyces lychnidis
- Uromyces lygei
- Uromyces macintirianus
- Uromyces macnabbii
- Uromyces macounianus
- Uromyces macowanii
- Uromyces magnatus
- Uromyces magnusii
- Uromyces maireanus
- Uromyces major
- Uromyces malloti
- Uromyces mangenoti
- Uromyces manihoticola
- Uromyces manihotis
- Uromyces manihotis-catingae
- Uromyces marinus
- Uromyces martinii
- Uromyces massoniae
- Uromyces mayorii
- Uromyces mbelensis
- Uromyces megalosporus
- Uromyces meimerlianus
- Uromyces melandryi
- Uromyces melantherae
- Uromyces melasphaerulae
- Uromyces menyanthis
- Uromyces mercurialis
- Uromyces mexicanus
- Uromyces meygounensis
- Uromyces microsorus
- Uromyces microtidis
- Uromyces miersiae
- Uromyces mikaniae
- Uromyces minimus
- Uromyces minor
- Uromyces minutus
- Uromyces miurae
- Uromyces moehringiae
- Uromyces moesiacus
- Uromyces mogianensis
- Uromyces mongolicus
- Uromyces monspessulanus
- Uromyces montanoae
- Uromyces montanus
- Uromyces montis-ferrati
- Uromyces moraeae
- Uromyces mucunae
- Uromyces mulgedii
- Uromyces mulini
- Uromyces musae
- Uromyces muscari
- Uromyces mussooriensis
- Uromyces myristica
- Uromyces myrsines
- Uromyces mysticus
- Uromyces namaqualandus
- Uromyces nassauviae
- Uromyces nassellae
- Uromyces natalensis
- Uromyces natricis
- Uromyces nattrassii
- Uromyces necopinus
- Uromyces neotropicalis
- Uromyces nevadensis
- Uromyces nidificans
- Uromyces nilagiricus
- Uromyces niteroyensis
- Uromyces nordenskjoldii
- Uromyces notabilis
- Uromyces nothoscordi
- Uromyces novissimus
- Uromyces numidicus
- Uromyces nyikensis
- Uromyces nymphoidis
- Uromyces oaxacanus
- Uromyces oberwinklerianus
- Uromyces obesus
- Uromyces oblectaneus
- Uromyces oblongisporus
- Uromyces oblongus
- Uromyces obscurus
- Uromyces occidentalis
- Uromyces occultus
- Uromyces ocimi
- Uromyces oedipus
- Uromyces oenotherae
- Uromyces oliveirae
- Uromyces ononidis
- Uromyces ophiorrhizae
- Uromyces orbicularis
- Uromyces orchidearum
- Uromyces orientalis
- Uromyces ornatipes
- Uromyces ornithopodioides
- Uromyces orobi-tuberosi
- Uromyces orthosiphonis
- Uromyces otakou
- Uromyces otaviensis
- Uromyces ovalis
- Uromyces ovirensis
- Uromyces pachyceps
- Uromyces pallidus
- Uromyces panici-sanguinalis
- Uromyces pannosus
- Uromyces papillatus
- Uromyces paradoxus
- Uromyces parilis
- Uromyces paspalicola
- Uromyces paulshoekensis
- Uromyces pavgii
- Uromyces pavoniae
- Uromyces pazschkeanus
- Uromyces peglerae
- Uromyces peireskiae
- Uromyces pencanus
- Uromyces penniseti
- Uromyces pentaceae
- Uromyces pentaschistidis
- Uromyces peracarpae
- Uromyces peraffinis
- Uromyces pereskiae
- Uromyces perigynius
- Uromyces perlebiae
- Uromyces permeritus
- Uromyces persicus
- Uromyces petitmenginii
- Uromyces phacae-frigidae
- Uromyces phalaridicola
- Uromyces phaseolicola
- Uromyces phlei-michelii
- Uromyces phlogacanthi
- Uromyces physanthyllidis
- Uromyces phyteumatum
- Uromyces pianhyensis
- Uromyces pictus
- Uromyces pieningii
- Uromyces pisi-sativi
- Uromyces pittospori
- Uromyces planiusculus
- Uromyces plantaginis
- Uromyces plumbarius
- Uromyces poinsettiae
- Uromyces poiretiae
- Uromyces polemanniae
- Uromyces poliotelis
- Uromyces politus
- Uromyces polycnemi
- Uromyces polygalae
- Uromyces polygoni-avicularis
- Uromyces polymniae
- Uromyces polymorphus
- Uromyces polytriadicola
- Uromyces pontederiae
- Uromyces pontederiicola
- Uromyces poonensis
- Uromyces porcensis
- Uromyces porosus
- Uromyces pozoae
- Uromyces praetextus
- Uromyces prangi
- Uromyces pratensis
- Uromyces pratiae
- Uromyces pretoriensis
- Uromyces primaverilis
- Uromyces primulae-integrifoliae
- Uromyces prismaticus
- Uromyces privae
- Uromyces probus
- Uromyces procerus
- Uromyces proeminens
- Uromyces propinquus
- Uromyces prosopidis
- Uromyces pseudarthriae
- Uromyces psoraleae
- Uromyces psychotriae
- Uromyces pteroclaenae
- Uromyces pulchellus
- Uromyces pulvinatus
- Uromyces punctiformis
- Uromyces purpureus
- Uromyces pustulatus
- Uromyces puttemansii
- Uromyces pyriformis
- Uromyces quaggafonteinus
- Uromyces quinchamalii
- Uromyces ramacharii
- Uromyces ranunculi-distichophylli
- Uromyces ratoides
- Uromyces ratus
- Uromyces rayssiae
- Uromyces regius
- Uromyces reichei
- Uromyces reichertii
- Uromyces renovatus
- Uromyces reticulatus
- Uromyces reynoldsii
- Uromyces rhapaneae
- Uromyces rhinacanthi
- Uromyces rhodesicus
- Uromyces rhynchosiae
- Uromyces rhynchosporae
- Uromyces ribicola
- Uromyces rickerianus
- Uromyces riloensis
- Uromyces romouleae
- Uromyces romuleae
- Uromyces rostratus
- Uromyces rubida
- Uromyces rudbeckiae
- Uromyces ruelliae
- Uromyces rugosus
- Uromyces rugulosus
- Uromyces ruiz-leali
- Uromyces rumicis
- Uromyces rumicis-tingitani
- Uromyces rzedowskii
- Uromyces sabineae
- Uromyces saginatus
- Uromyces sakawensis
- Uromyces salicorniae
- Uromyces salmeae
- Uromyces salpichroae
- Uromyces salsolae
- Uromyces sasaensis
- Uromyces satarensis
- Uromyces saururi
- Uromyces saussureae
- Uromyces savulescui
- Uromyces scaberulus
- Uromyces scaevolae
- Uromyces schanginiae
- Uromyces schinzianus
- Uromyces schismi
- Uromyces schoenanthi
- Uromyces schweinfurthii
- Uromyces scillinus
- Uromyces scirpi-maritimi
- Uromyces scirpinus
- Uromyces scleranthi
- Uromyces scleriae
- Uromyces scleropoae
- Uromyces scrophulariae
- Uromyces scutellatus
- Uromyces secamones
- Uromyces sedi
- Uromyces seditiosus
- Uromyces seligeri
- Uromyces sellierae
- Uromyces semnanensis
- Uromyces senecionicola
- Uromyces senecionis-gigantis
- Uromyces senorensis
- Uromyces sepultus
- Uromyces seseli-graminis
- Uromyces seselis
- Uromyces sesseae
- Uromyces setariae-italicae
- Uromyces shahrudensis
- Uromyces shearianus
- Uromyces shikokianus
- Uromyces sii-latifolii
- Uromyces silenes
- Uromyces silenes-chloraefoliae
- Uromyces silenes-ponticae
- Uromyces silksvleyensis
- Uromyces silphii
- Uromyces simulans
- Uromyces siphocampyli-gigantei
- Uromyces sisyrinchiicola
- Uromyces skottsbergii
- Uromyces smilacis
- Uromyces snowdeniae
- Uromyces socius
- Uromyces solani
- Uromyces solariae
- Uromyces solidaginis-caricis
- Uromyces solidus
- Uromyces sommerfeltii
- Uromyces sonorensis
- Uromyces sophorae
- Uromyces sophorae-flavescentis
- Uromyces sophorae-japonicae
- Uromyces sophorae-vicilfoliae
- Uromyces sparaxadis
- Uromyces sparaxidis
- Uromyces sparganii
- Uromyces sparsus
- Uromyces spartii-juncei
- Uromyces speciosus
- Uromyces spermacoces
- Uromyces sphaericus
- Uromyces sphaerocarpus
- Uromyces sphaerophysae
- Uromyces splendens
- Uromyces sporoboli
- Uromyces sporobolicola
- Uromyces sporoboloides
- Uromyces spragueae
- Uromyces standleyanus
- Uromyces statices-mucronatae
- Uromyces statices-sinensis
- Uromyces steironematis
- Uromyces stellariae
- Uromyces stellariae-saxatilis
- Uromyces stenorrhynchi
- Uromyces stipinus
- Uromyces strauchii
- Uromyces striatellus
- Uromyces striatus
- Uromyces striolatus
- Uromyces strobilanthis
- Uromyces strumariae
- Uromyces stylochitonis
- Uromyces sublevis
- Uromyces substriatus
- Uromyces suffruticosae
- Uromyces suksdorfii
- Uromyces superfixus
- Uromyces superfluus
- Uromyces superstomatalis
- Uromyces suzukii
- Uromyces sydowii
- Uromyces symaethidis
- Uromyces tairae
- Uromyces tarapotensis
- Uromyces teheranicus
- Uromyces tehuelches
- Uromyces tener
- Uromyces tenuicutis
- Uromyces tenuistipes
- Uromyces teodorescui
- Uromyces tepicensis
- Uromyces tessariae
- Uromyces thapsi
- Uromyces thellungi
- Uromyces thelymitrae
- Uromyces thermopsidicola
- Uromyces tinctoriicola
- Uromyces tingitanus
- Uromyces tolerandus
- Uromyces tomentellus
- Uromyces tordillensis
- Uromyces tosensis
- Uromyces tournefortiae
- Uromyces tragi
- Uromyces transcaspicus
- Uromyces transversalis
- Uromyces tranzschelii
- Uromyces traucoensis
- Uromyces triandrae
- Uromyces trichoclines
- Uromyces tricholenae
- Uromyces trichoneurae
- Uromyces tricorynes
- Uromyces trifolii
- Uromyces trifolii-megalanthi
- Uromyces trifolii-purpurei
- Uromyces trifolii-repentis
- Uromyces trigonellae
- Uromyces trigonellae-occultae
- Uromyces tripogonicola
- Uromyces tripogonis-sinensis
- Uromyces tripsaci
- Uromyces triquetrus
- Uromyces triseti
- Uromyces triteleiae
- Uromyces trollii-caroli
- Uromyces tropaeoli
- Uromyces truncatulus
- Uromyces truncicola
- Uromyces tuberculatus
- Uromyces tulipae
- Uromyces tungurahuensis
- Uromyces turcomanicus
- Uromyces tylosemae
- Uromyces uleanus
- Uromyces umiamensis
- Uromyces undulatoparietis
- Uromyces undulatus
- Uromyces unioniensis
- Uromyces unitus
- Uromyces urariae
- Uromyces urbanianus
- Uromyces urgineae
- Uromyces ushuwaiensis
- Uromyces ustalis
- Uromyces usterianus
- Uromyces valerianae
- Uromyces valerianae-microphyllae
- Uromyces valerianae-wallichii
- Uromyces valesiacus
- Uromyces vanderystii
- Uromyces vankyorum
- Uromyces venustus
- Uromyces veratri
- Uromyces verbasci
- Uromyces verrucosae-craccae
- Uromyces verruculosus
- Uromyces verus
- Uromyces vesicatorius
- Uromyces vesiculosus
- Uromyces vestergrenii
- Uromyces viciae-craccae
- Uromyces viciae-fabae
- Uromyces viciae-unijugae
- Uromyces vicinus
- Uromyces vicosensis
- Uromyces viegasii
- Uromyces viennot-bourginii
- Uromyces vignae
- Uromyces vignae-luteolae
- Uromyces vignae-sinensis
- Uromyces visci
- Uromyces volkartii
- Uromyces vossiae
- Uromyces vulpiae
- Uromyces waipoua
- Uromyces wartoensis
- Uromyces wedeliae
- Uromyces wedeliae-biflorae
- Uromyces wellingtonica
- Uromyces wiehei
- Uromyces wolfii
- Uromyces wulffiae
- Uromyces wulffiae-stenoglossae
- Uromyces yakushimensis
- Uromyces yatsugatakensis
- Uromyces yoshinagai
- Uromyces yurimaguasensis
- Uromyces zeyheri
- Uromyces zizaniae-latifoliae
- Uromyces zygadeni